# Acmana moeonalis
Acmana moeonalis là một loài bướm đêm trong họ Erebidae.